# 2018年委內瑞拉地震
2018年委内瑞拉地震，是2018年8月21日发生于委内瑞拉苏克雷州 卡鲁帕诺北部近海的一场地震，震中位于西经62.88度，北纬10.86度，震中距卡鲁帕诺市市区约30千米，距委内瑞拉首都加拉加斯约420千米。该次地震震级为Mw 7.3级，震源深度约为154.3千米。
美国地质调查局认定，这次地震是一起逆断层中源地震。在此次地震中，委内瑞拉北部地区震感强烈，首都加拉加斯在此次地震中亦有明显震感。特立尼达和多巴哥灾害防御与管理办公室震后在查瓜拉马斯湾目测到了极微弱的海啸波幅。

## 地质背景
南美洲西部近海有长达7000多公里的南美弧，该地质构造由智利南部延伸至巴拿马南部的巴拿马断裂带附近，是纳斯卡板块和南美洲板块间的板块边界。这条消亡边界是安第斯山脉抬升的主要原因，也是南美洲西部地区频繁的火山地震活动的重要诱因。相对于较稳定的南美洲板块，纳斯卡板块略微向东北俯冲位移，板块漂移平均速度约80 - 65毫米/年。在地壳和板间构造的影响下，南美洲大多数大地震的震源深度都在0千米到70千米之间。
发生此次地震的委内瑞拉位于南美洲北部，濒临加勒比海，地震频发。除本次地震外，近年该地区附近还曾多次较大地震。

## 震害情况
这场地震发生在协调世界时2018年8月19日21时31分，即委内瑞拉当地时间傍晚17时31分。震中位于苏克雷州 卡鲁帕诺北部近海，首都加拉加斯有震感。首都居民惊慌失措，纷纷从建筑物疏散。震中附近城市或有多人因地震受伤。震中附近最大的城市之一库马纳的一名目击者说，有初步报告称，一辆自动扶梯坠落在一个购物中心，有几人受伤，但附近没有其他立即损坏的迹象。首都加拉加斯的上班族和居民纷纷逃离建筑物和家里。一位民众表示，震动至少持续了1分钟。加拉加斯的消防队长约翰•博奎特表示，首都并没有伤亡或重大损失的初步报告。远在哥伦比亚首都波哥大都有震感。

## 海啸威胁
地震发生后，美国国家海洋和大气管理局下属的美国国家气象局国家海啸预警中心发布了海啸信息，指出美国东海岸、墨西哥近岸、加拿大东海岸没有海啸威胁，但认为此次地震可能引发海啸，并警告震中附近居民不要靠近海岸线。中国国家海洋局海啸预警中心于震后7分钟发布的海啸信息指出，地震可能会在震源周围引发局地海啸，但在其后发表的海啸信息中表示该中心并未监测到海啸。日本气象厅指出，毋需担心此次地震的海啸威胁。
特立尼达和多巴哥灾害防御与管理办公室（Office of Disaster Preparedness and Management of Trinidad and Tobago）引述目击者的话表示，该国迭戈马丁地区查瓜拉马斯的查瓜拉马斯湾震后目测到了极微弱的海啸，海啸波幅大致小于一艘大船通过时激起的浪花，并表示当地并未因海啸遭受到任何损失。

## 观测研究

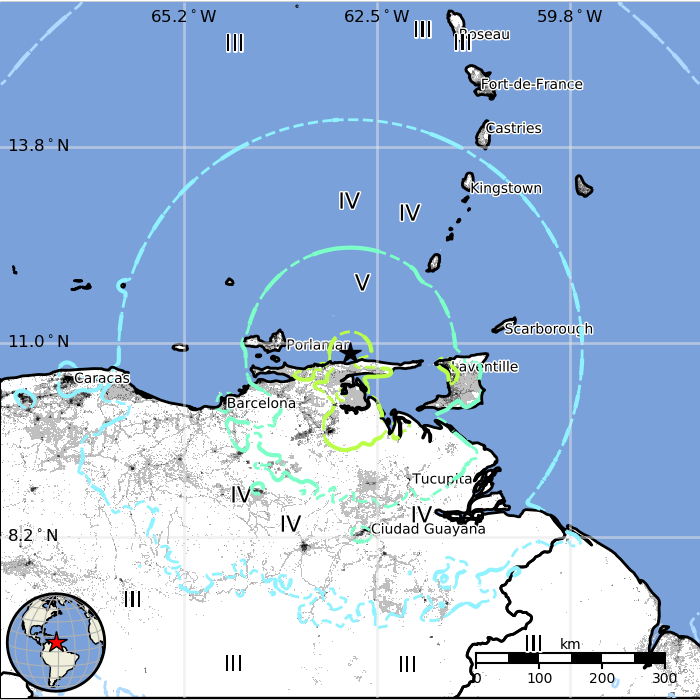
美国地质调查局发布的2018年委内瑞拉地震等震线图。该局同时将是次地震的全球地震响应快速评估系统经济损失警报级别和人员伤亡警报级别定为黄色。

中国国家海洋局海啸预警中心最初在其发布的海啸信息中，测定该次地震的规模为面波震级7.1级，震源深度10.0千米。中国地震台网中心稍后在自动速报中测定本次地震的震级为面波震级7.4级。国家海洋局海啸预警中心其后将地震参数修正为面波震级7.4级，震源深度112.9千米。之后，中国地震台网中心又在正式速报中测定这次地震的参数为面波震级7.3级，震源深度110千米。中国地震台网估计本次地震震中位于北纬10.76度、西经62.98度的里奥卡里韦普拉亚麦地那海滩以北5千米的加勒比海近岸海域。
太平洋海啸预警中心和美国国家海啸预警中心最初均测定本次地震的震级为7.0级，震源深度则分别为86.2千米和87.0千米。美国地质调查局其后将此次地震的地震参数调整为矩震级7.3级，震源深度123.2千米。并在之后进一步将震源深度调整为154.3千米。美方测定震中位于里奥卡里韦东北方向30千米的加勒比海还域，经纬度为北纬10.855度、东经62.883度。该局同时测算该次地震的最大烈度为麦加利地震烈度7(VII)度。该局在互联网地震强度调查中接获了1304份震感感知报告，并据此判定本次地震的最大感知烈度达麦加利地震烈度8(VIII)度。
日本气象厅在日本时间7时01分发布的远震关联消息中，推定此次地震的震级为日本气象厅地震规模7.3级，震源深度约120千米。并判定震中位于南纬10.7度、东经62.9度的中美洲加勒比海海域。随后，日本气象厅通过CMT解析确定本次地震规模为矩震级7.3级，震源深度176千米。此外，气象厅还结合39个W-phase观测点的解析得出该次地震规模为矩震级7.3级，震源深度151千米。而远地实体波解析的结果则为矩震级7.3级。
亥姆霍兹德国地球科学研究中心推定指，此次地震规模为矩震级7.3级，震源深度121千米。德国地球科学研究中心GEOFON标准台网测定指，地震震级为面波震级7.3级，震源深度169千米。该中心认定本次地震震中位于北纬10.79度、东经62.90度的委内瑞拉近岸海域。
据俄罗斯科学院地球物理研究所推定，是次地震的规模达体波震级7.2级，震源深度125千米，最大烈度为梅德韦杰夫·施蓬霍伊尔·卡尔尼克地震烈度表7(VII)度。另据欧洲地中海地震中心测定，本次地震规模为矩震级7.3级，震源深度127千米，震中附近最大烈度为欧洲地震烈度表7(VII)度。